# 花咲か爺

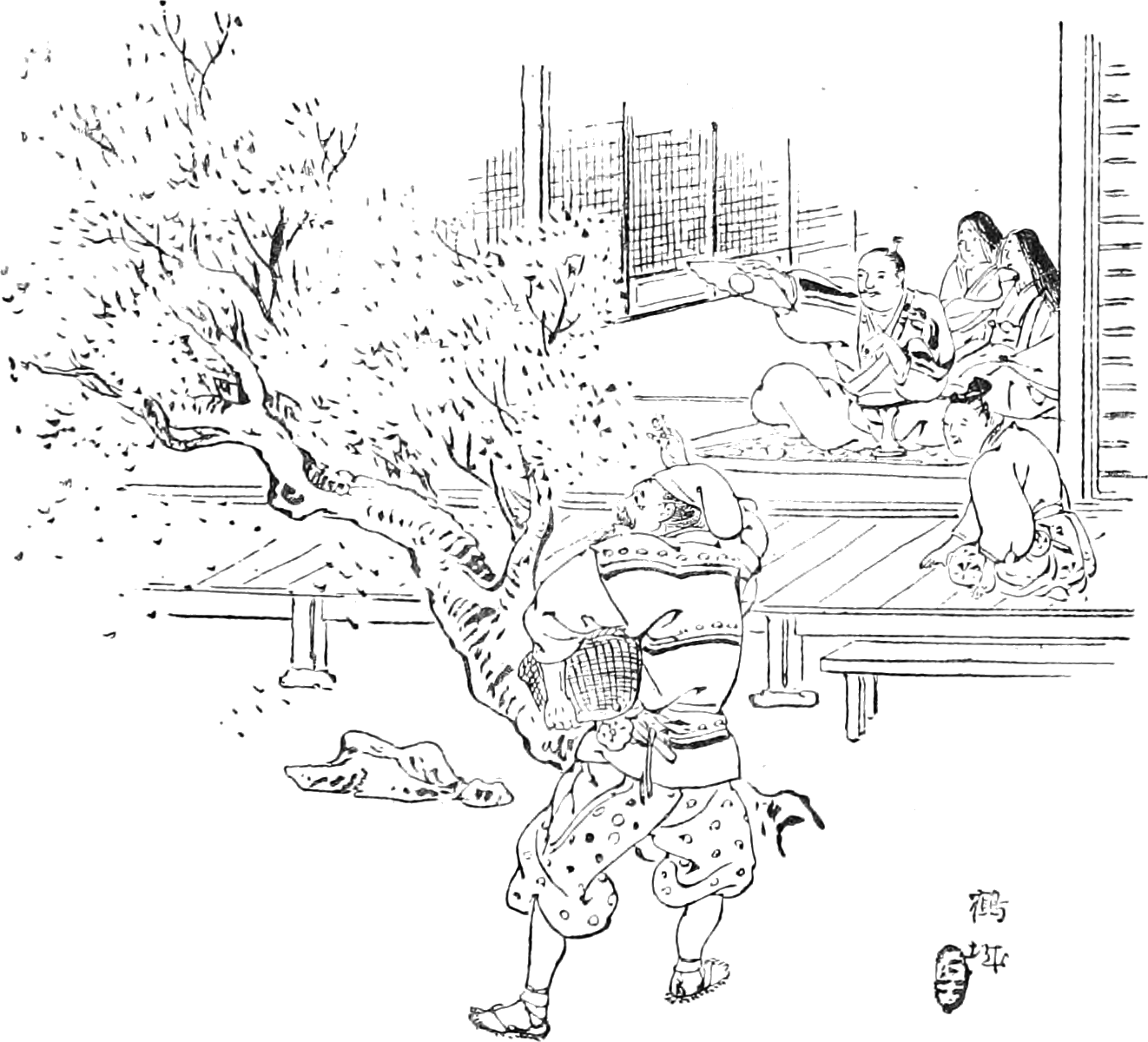
枯れ木に花を咲かせましょう

花咲か爺（はなさかじじい）は、日本の民話の一つ。「花咲かじいさん」「花咲かじい」ともいう。「動物報恩」および「隣の爺型」昔話に分類される。

## 解説
心優しい老夫婦と欲深い隣人夫婦が、不思議な力を持った犬をきっかけに前者は幸福に後者は不幸になるという内容。日本では室町時代末期から江戸時代初期にかけて成立した勧善懲悪の話。朝鮮半島や中国にも似た話がある。江戸時代の赤本のタイトルは『枯木に花咲かせ爺』、燕石雑志では『花咲翁』になっている。

## あらすじ

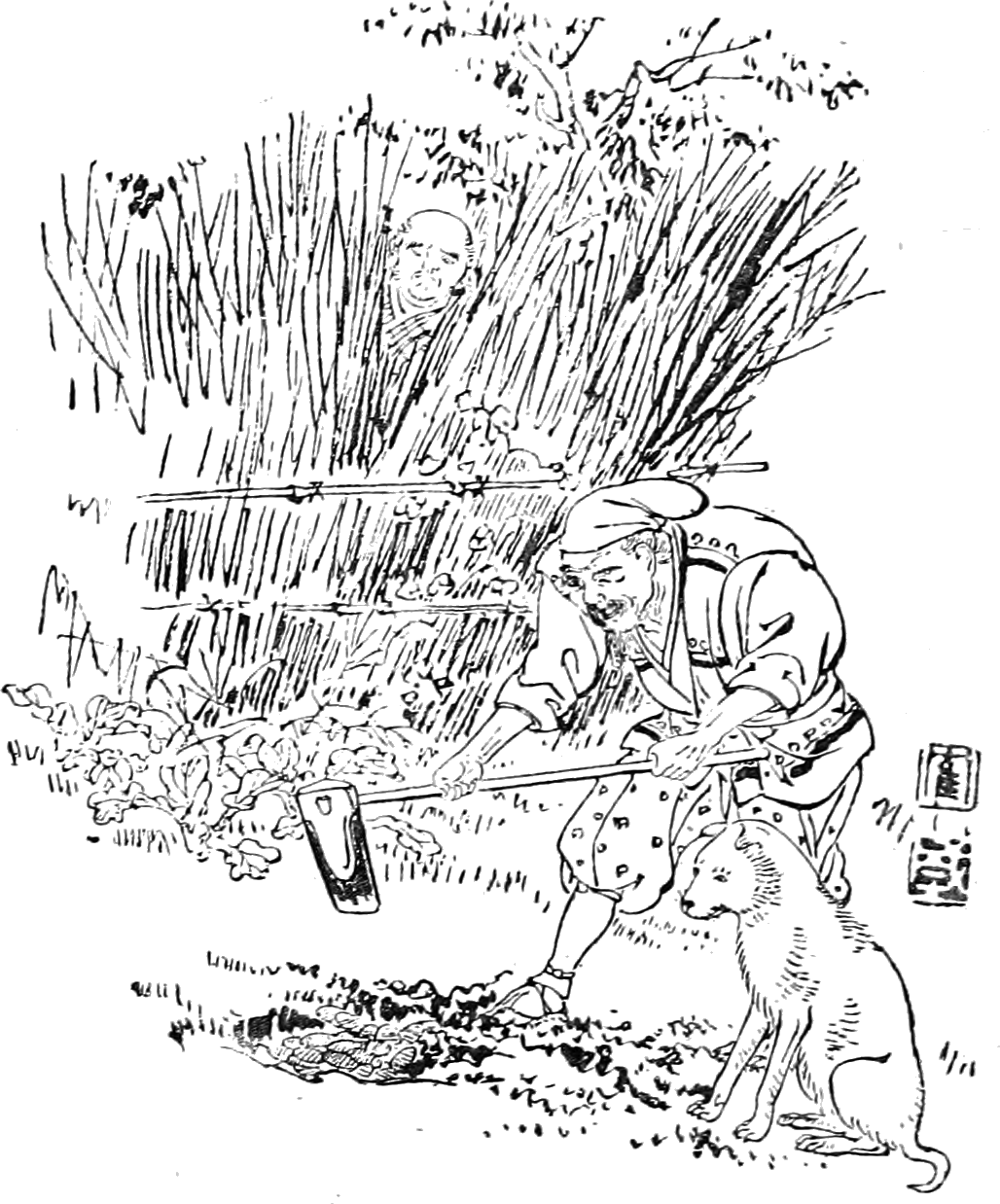
ここ掘れワンワン

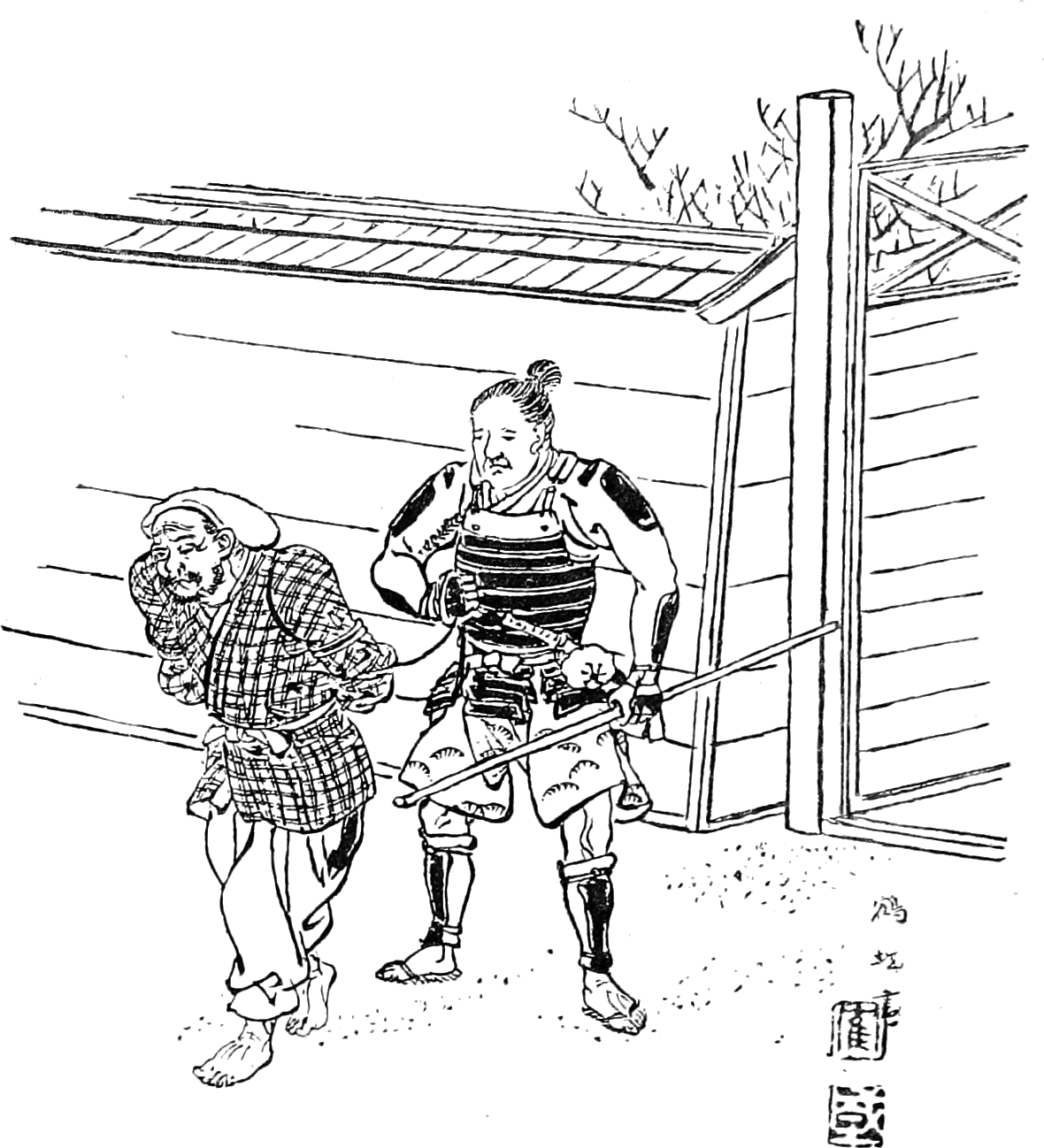
悪辣な隣人への罰

ある山里に心優しい老夫婦と、その隣人に欲張りで乱暴な老夫婦が住んでいた。優しい夫婦が傷ついた子犬を見つけて飼うことにし、わが子のように大切に育てる。
あるとき犬は畑の土を掘りながら「ここ掘れワンワン」と鳴き始める。驚いた老人が鍬で畑を掘ったところ、金貨（大判・小判）が掘り出され、老夫婦は喜んで近所にも振る舞い物をする。それをねたんだ隣の老夫婦は、無理やり犬を連れ去り、財宝を探させようと虐待する。しかし、指し示した場所から出てきたのは、期待はずれのガラクタ（ゲテモノ・妖怪・欠けた瀬戸物）だったため、隣の老夫婦は激怒して犬を殺害し、飼い主夫婦にも悪態をついた。
わが子同然の犬を失って悲しみにくれる夫婦は、死んだ犬を引き取って庭に墓を作って埋め、雨風から犬の墓を守るため、傍らに木を植えた。植えられた木は短い年月で大木に成長し、やがて夢に犬が現れてその木を伐り倒して臼を作るように助言する。夫婦が助言どおりに臼を作り、それで餅を搗くと、財宝があふれ出た。
それを知った隣の老夫婦は再び難癖をつけて臼を借り受けるが、出てくるのは汚物ばかりだったため、激怒して斧で臼を打ち割って薪にして燃やしてしまう。優しい老夫婦は灰を返してもらって大事に供養しようとするが、再び犬が夢に出てきて桜の枯れ木に灰を撒いてほしいと頼む。その言葉に従ったところ花が満開になり、たまたま通りかかった大名が感動し、老爺をほめて褒美を与えた（このときの台詞が「枯れ木に花を咲かせましょう」である）。
羨ましく思った隣の老夫婦がまねをするが、花が咲くどころか大名の目に灰が入ってしまい、隣の老夫婦は無礼をとがめられて罰を受ける（捕縛・投獄されるなど）。

## バリエーション
地方などにより、バリエーションがある。
- 犬の来歴に関して、福岡県鞍手郡、香川県三豊郡では「竜宮から授かる」と語る。石川県石川郡、富山県高岡市、福島県南会津郡では、「婆が川に洗濯に行くと、川上から桃が流れてきた。その桃が犬に変わった」と語る。静岡県榛原郡、新潟県見附市、新潟県古志郡、福島県の多くの地域、山形県東村山郡 、宮城県伊具郡では「川に洗濯に行った婆が、流れてきた手箱を拾って開けると犬が入っていた」と語る。岐阜県大野郡、新潟県西蒲原郡 、福島県耶麻郡では、正直者の爺が子どもにいじめられていた犬を助けて飼う設定である。　新潟県中蒲原郡、山形県最上郡、宮城県登米郡、岩手県陸前高田市では、意地悪爺が川に仕掛けた筌に流れ込んだ犬を、正直爺の筌に投げ込む設定である。　福島県大沼郡は、川を流れる ヒョウタンから生まれる、と語る。
- 愛媛県北宇和郡、香川県三豊郡では、犬が金の糞をひる設定である。意地悪爺が犬を借りると、普通の糞しかしない。
- 犬の墓に生えた木で作る臼は一般的な餅搗き臼ばかりではなく、「木摺臼」（米の精白に用いる、木製の碾き臼）の場合も多い。穀物を入れて回転させれば、金に変わる。
- 佐賀県東松浦郡、岐阜県大野郡、石川県石川郡、新潟県某地では犬の墓に生えた木で作る臼に関する場面がなく、犬の死体を焼いた灰で花が咲く展開である。
- 福島県西白河郡、宮城県伊具郡、登米郡では、最後に花を咲かせた正直爺は殿様から軽い葛籠を、失敗した意地悪爺は重い葛籠を賜る。軽い葛籠には豪華な絹織物が入っていたが、重い葛籠には毒虫や化け物が入っていた。

## 近年の絵本・アニメなどでの改変
正直な夫婦が大名からの褒美を受け取らない代わりに隣人夫婦（にせ花咲か爺）の非礼の許しを乞い、思いやりの心に免じて大名が隣の意地悪夫婦を放免する。これに感激した夫婦が意地悪を辞めて幾多の横暴を謝罪するなど、一部変更が加えられる場合もある。

## 解釈
五大御伽噺のひとつとして江戸時代の赤本等に載せられ広く民間に普及した昔話で隣の爺型と呼ばれる昔話のパターン。
この話の花を咲かせるモチーフは中世末以降、千手観音の信仰を背景として民間に普及した「枯れ木に花を」のたとえの形象化であると言われる。それ以前の型は灰をまいて雁を取る「雁取り爺」にあり、雁取り爺は東北で「犬コムカシ」と呼ばれ川上から流れてきた木の根っこから生まれた犬が狩猟で獲物をもたらすという異常誕生の「小さき子」のモチーフを有し、「花咲爺」の祖型であると民俗学者・柳田國男は指摘している。
また中国の『狗耕田故事』の犬が畑を耕す話との対比からこの話の背後に犬と農耕の重要な関係が見て取れる。
大河ドラマ『花神』では「花神とは、中国では『花咲爺』のことである」と語られる。

## 唱歌
唱歌（童謡）「花咲爺」は1901年（明治34年）に出版された『幼年唱歌 初編下巻』に収録。作詞・石原和三郎、作曲・田村虎蔵。
全6番の歌詞は一連の内容をなぞっている。犬の名前は本来はないが、唱歌では「ポチ」としている。
1973年にフジテレビ系列で放送された『ワンサくん』（関西テレビ制作）の第6話「ここ掘れワンワンワンサくん」で、「メガネ」（声：永井一郎）が先祖の話をする時の劇中歌（歌・編曲：宮川泰）の一部に、この唱歌が使われた。なおこの劇中歌は、同作第21話「ワンサくんのミュージカル特集」でも流された。

替え歌として、広島市近郊に明治時代から伝わり、広島県立広島商業高等学校野球部や広島東洋カープ応援団が得点時に歌う「宮島さん」が知られ、広島市内の千田公園に詞碑が立てられている。